# Gose
Gose (jap. 御所市 Gose-shi) – miasto w Japonii, na wyspie Honsiu, w prefekturze Nara.

## Położenie
Miasto leży w zachodniej części prefektury, graniczy z miastami:
- Yamatotakada
- Kashihara
- Gojō
- Katsuragi

oraz miasteczka Takatori i Ōyodo.

## Historia
Gose jako miasto powstało 31 marca 1958 roku.